# Forças Armadas da Noruega

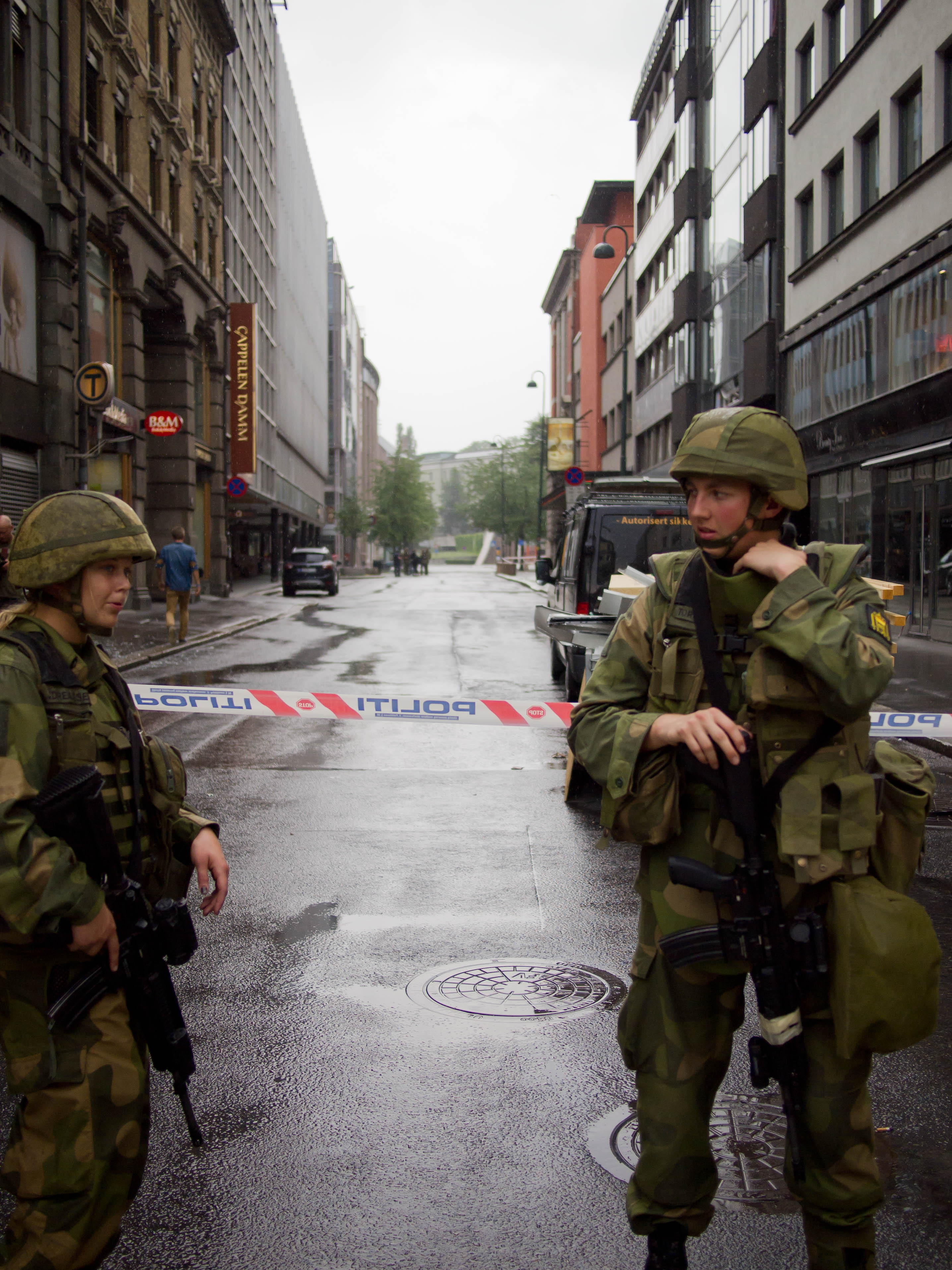
Dois militares do exército norueguês em Oslo.

As Forças Armadas da Noruega (em norueguês: Forsvaret) são as forças militares do Reino da Noruega. São constituídas pelo Exército, Marinha, Força Aérea, Guarda Costeira, Guarda Nacional da Noruega e Defesa Cibernética. Todos os ramos são subordinados ao Ministério da Defesa. Para o serviço militar, os homens são conscritos, e as mulheres voluntárias. O Comandante em Chefe é o rei Haroldo V. Atualmente, tem 26 mil combatentes em suas fileiras, com um orçamento anual de US$ 7,2 bilhões de dólares.

## Fotos

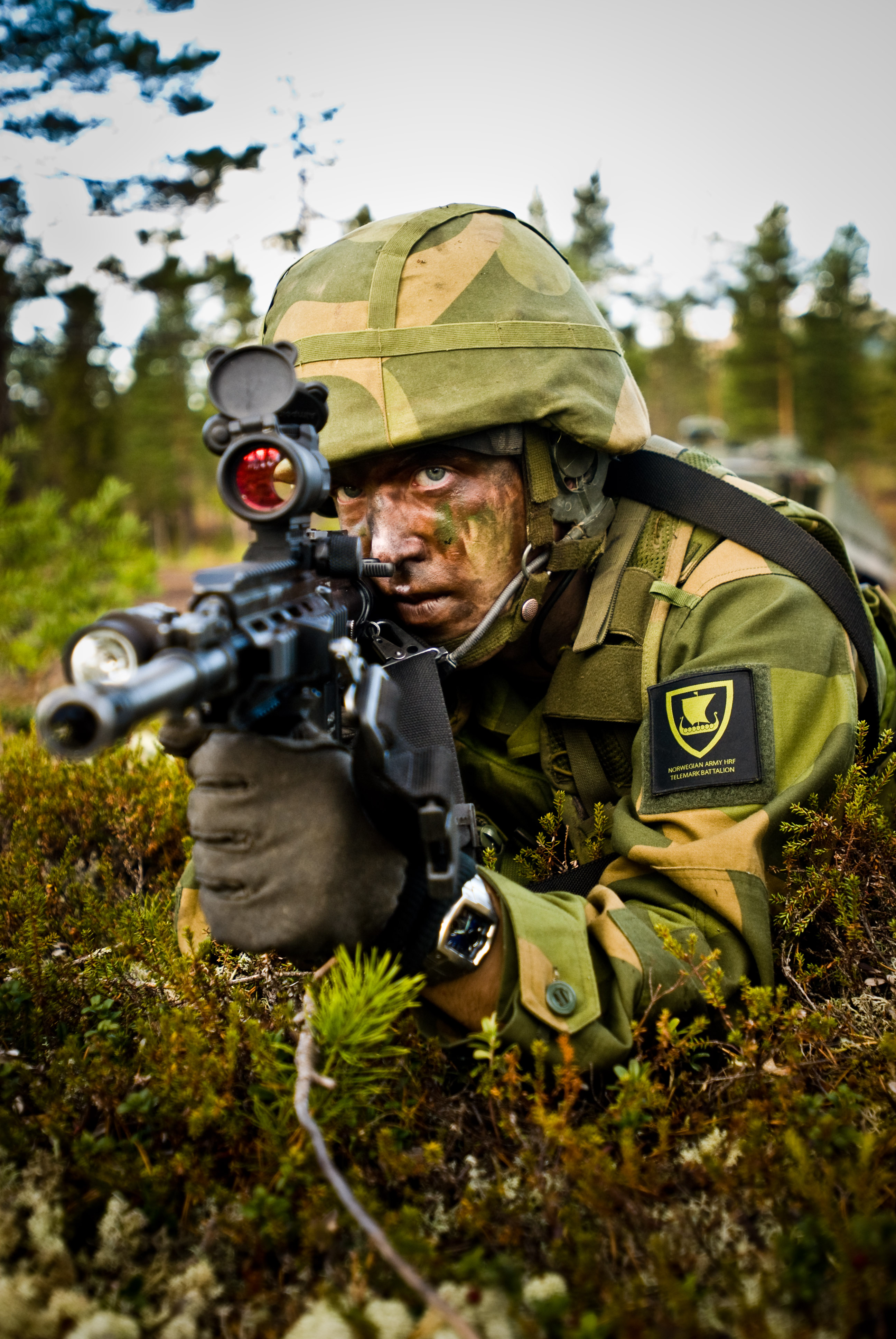
Soldado norueguês durante um exercício de treinamento.
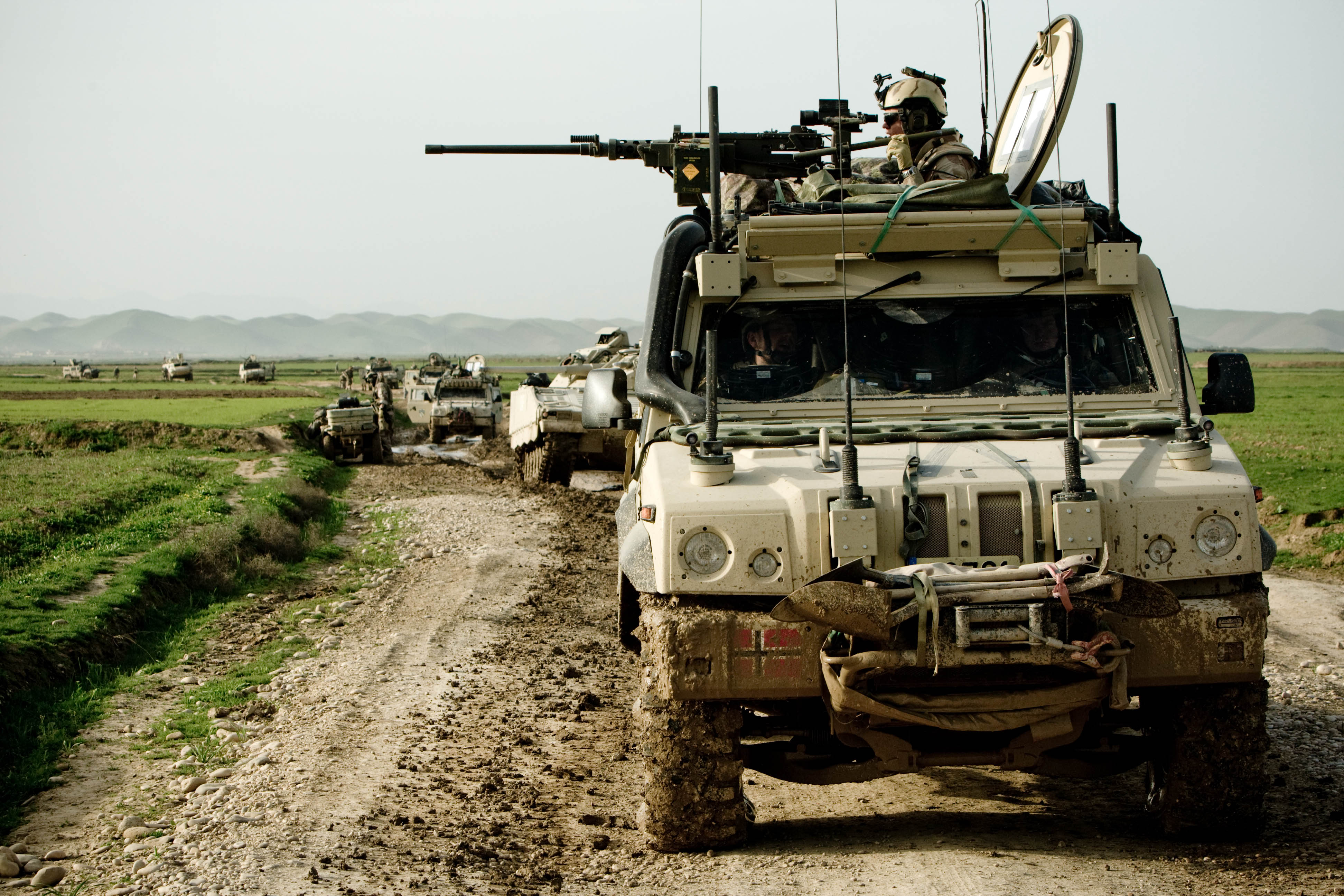
Veículos blindados do exército norueguês.
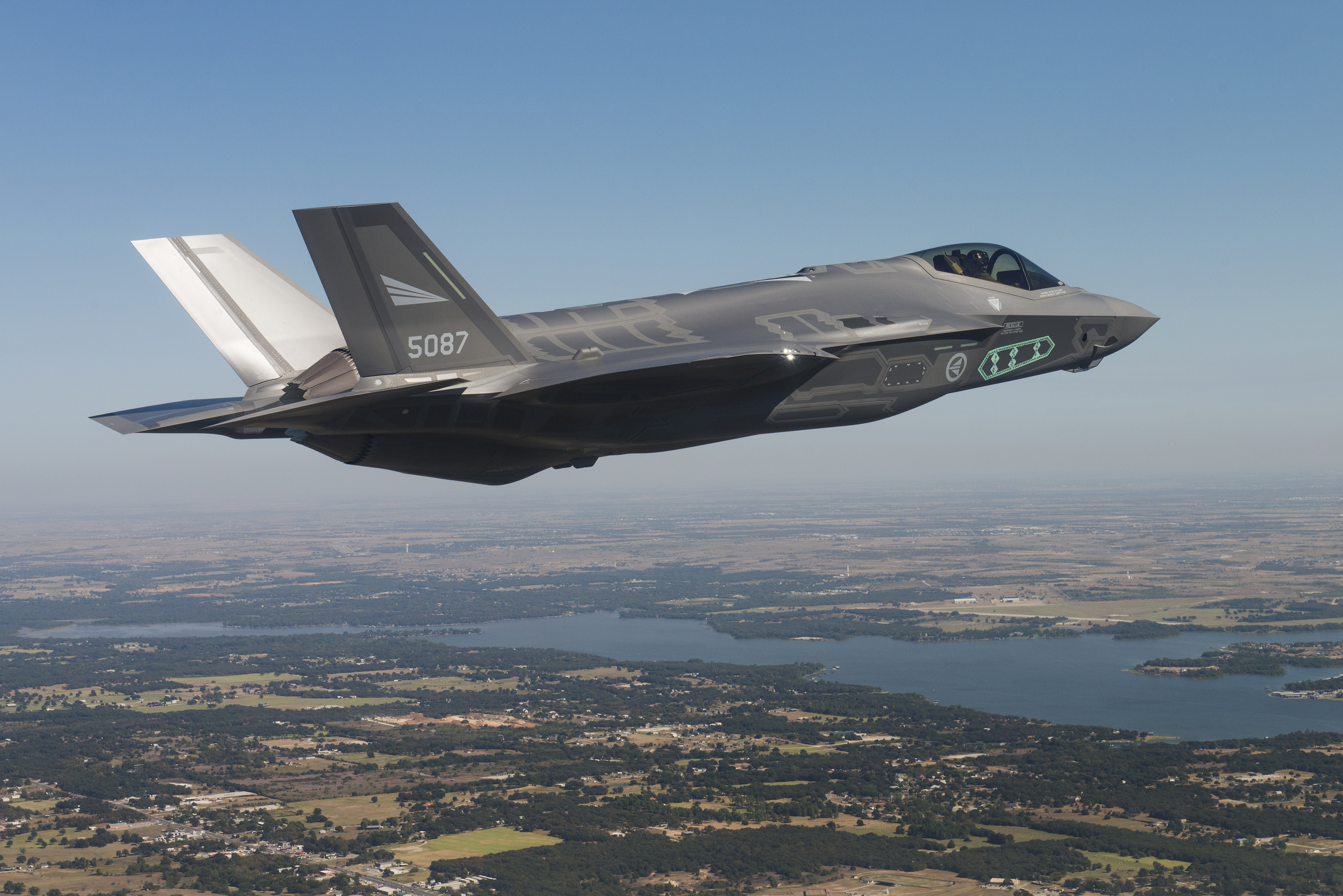
Um caça F-35 da força aérea da Noruega.
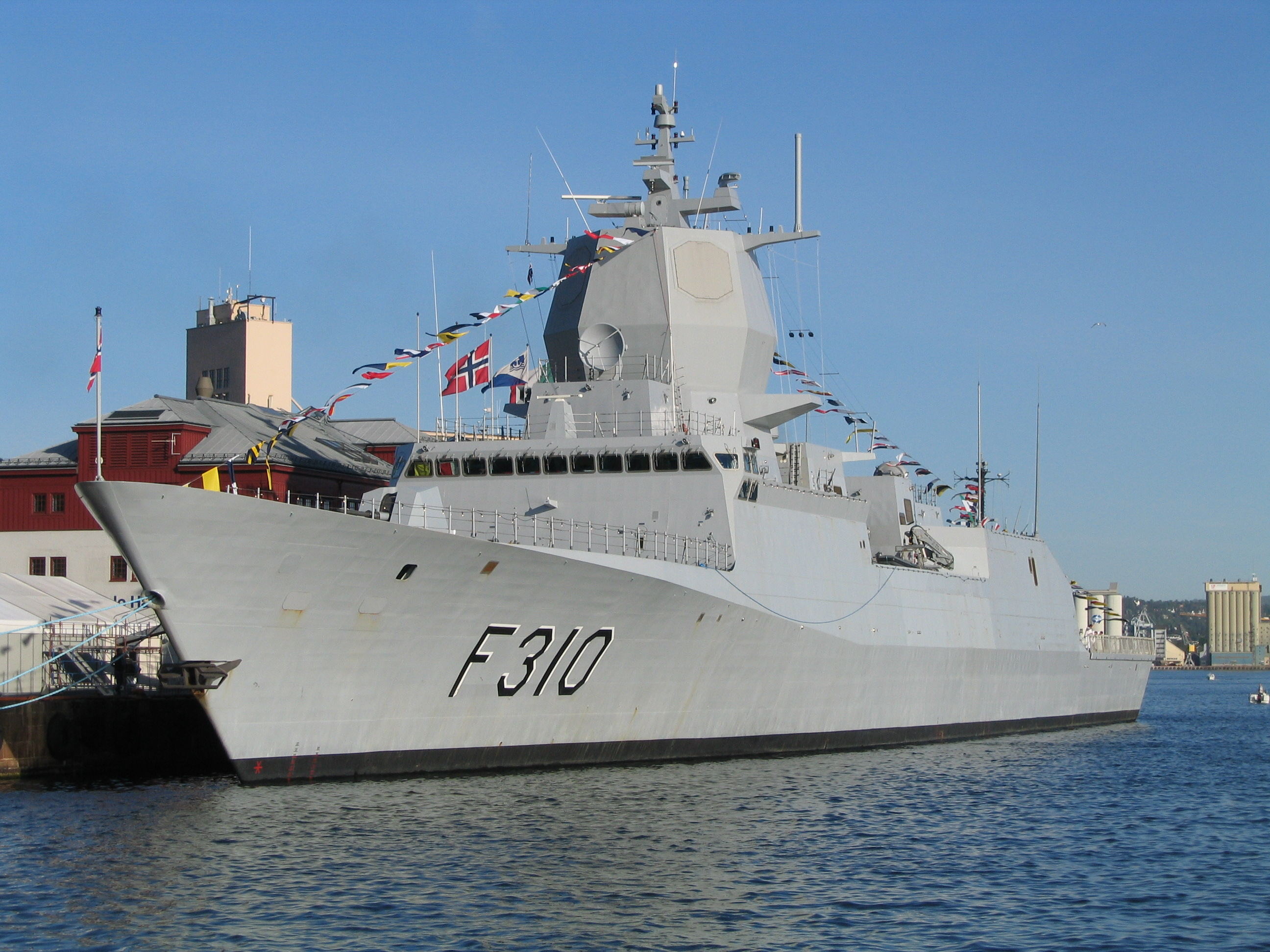
A fragata KNM Fridtjof Nansen norueguesa.